# Mistrzostwa Europy w Saneczkarstwie 2022
53. Mistrzostwa Europy w saneczkarstwie 2022 zostały rozegrane w dniach 22 – 23 stycznia 2022 roku w szwajcarskim Sankt Moritz. Mistrzostwa odbyły się w ramach zawodów zaliczanych do klasyfikacji Pucharu Świata w sezonie 2021/2022. Zawodnicy rywalizowali w czterech konkurencjach: jedynkach kobiet, jedynkach mężczyzn, dwójkach mężczyzn oraz w sztafecie mieszanej.

## Terminarz i medaliści
| Data             | Konkurencja       | Złoto                                                                      | Srebro                                                                        | Brąz                                                                        |
| ---------------- | ----------------- | -------------------------------------------------------------------------- | ----------------------------------------------------------------------------- | --------------------------------------------------------------------------- |
| 23 stycznia 2022 | Jedynki kobiet    | Natalie Geisenberger                                                       | Madeleine Egle                                                                | Elīna leva Vītola                                                           |
| 22 stycznia 2022 | Jedynki mężczyzn  | Wolfgang Kindl                                                             | Kristers Aparjods                                                             | Nico Gleirscher                                                             |
| 22 stycznia 2022 | Dwójki mężczyzn   | Niemcy Toni Eggert · Sascha Benecken                                       | Niemcy Tobias Wendl · Tobias Arlt                                             | Łotwa Mārtiņš Bots · Roberts Plūme                                          |
| 23 stycznia 2022 | Sztafeta mieszana | Łotwa Elīna leva Vītola · Kristers Aparjods · Mārtiņš Bots · Roberts Plūme | Niemcy Natalie Geisenberger · Johannes Ludwig · Toni Eggert · Sascha Benecken | Rosja Tatjana Iwanowa · Roman Riepiłow · Andriej Bogdanow · Jurij Prochorow |

## Wyniki

### Jedynki kobiet
| Medal | Zawodniczka          | Narodowość | 1. zjazd | 2. zjazd | Czas     | Strata |
| ----- | -------------------- | ---------- | -------- | -------- | -------- | ------ |
|       | Natalie Geisenberger | Niemcy     |          |          | 1:48.190 | -      |
|       | Madeleine Egle       | Austria    |          |          |          | +0.155 |
|       | Elīna leva Vītola    | Łotwa      |          |          |          | +0.266 |
| 4.    | Julia Taubitz        | Niemcy     |          |          |          | +0.324 |
| 5.    | Tatjana Iwanowa      | Rosja      |          |          |          | +0.663 |
| 6.    | Elīza Tīruma         | Łotwa      |          |          |          | +0.745 |
| 7.    | Anne Berreiter       | Niemcy     |          |          |          | +0.777 |
| 8.    | Andrea Vötter        | Włochy     |          |          |          | +0.899 |
| 9.    | Verena Hofer         | Włochy     |          |          |          | +0.921 |
| 10.   | Sigita Berzina       | Łotwa      |          |          |          | +0.951 |
|       |                      |            |          |          |          |        |
| 24.   | Klaudia Domaradzka   | Polska     |          |          |          | +3.971 |
| q     | Natalia Jamróz       | Polska     | -        | -        | -        | -      |

### Jedynki mężczyzn
| Medal | Zawodniczka         | Narodowość | 1. zjazd | 2. zjazd | Czas     | Strata |
| ----- | ------------------- | ---------- | -------- | -------- | -------- | ------ |
|       | Wolfgang Kindl      | Austria    |          |          | 2:10.246 | -      |
|       | Kristers Aparjods   | Łotwa      |          |          |          | +0.021 |
|       | Nico Gleirscher     | Austria    |          |          |          | +0.300 |
| 4.    | Felix Loch          | Niemcy     |          |          |          | +0.365 |
| 5.    | Jonas Müller        | Austria    |          |          |          | +0.410 |
| 6.    | Leon Federer        | Włochy     |          |          |          | +0.480 |
| 7.    | Max Langenhan       | Niemcy     |          |          |          | +0.710 |
| 8.    | Dominik Fischnaller | Włochy     |          |          |          | +0.725 |
| 9.    | Roman Riepiłow      | Rosja      |          |          |          | +0.778 |
| 10.   | Kevin Fischnaller   | Włochy     |          |          |          | +0.806 |
|       |                     |            |          |          |          |        |
| 22.   | Mateusz Sochowicz   | Polska     |          |          |          | +2.154 |
| q     | Kacper Tarnawski    | Polska     | -        | -        | -        | -      |

### Dwójki mężczyzn
| Medal | Zawodnicy                             | Narodowość | 1. zjazd | 2. zjazd | Czas     | Strata |
| ----- | ------------------------------------- | ---------- | -------- | -------- | -------- | ------ |
|       | Toni Eggert Sascha Benecken           | Niemcy     |          |          | 1:47.209 | -      |
|       | Tobias Wendl Tobias Arlt              | Niemcy     |          |          |          | +0.113 |
|       | Mārtiņš Bots Roberts Plūme            | Łotwa      |          |          |          | +0.249 |
| 4.    | Emanuel Rieder Simon Kainzwaldner     | Włochy     |          |          |          | +0.280 |
| 5.    | Andris Šics Juris Šics                | Łotwa      |          |          |          | +0.317 |
| 6.    | Thomas Steu Lorenz Koller             | Austria    |          |          |          | +0.347 |
| 7.    | Ludwig Rieder Patrick Rastner         | Włochy     |          |          |          | +0.408 |
| 8.    | Andriej Bogdanow Jurij Prochorow      | Rosja      |          |          |          | +0.484 |
| 9.    | Ivan Nagler Fabian Malleier           | Włochy     |          |          |          | +0.674 |
| 10.   | Aleksandr Dienisjew Władisław Antonow | Rosja      |          |          |          | +0.704 |
|       |                                       |            |          |          |          |        |
| 14.   | Wojciech Chmielewski Jakub Kowalewski | Polska     |          |          |          | +1.306 |

### Sztafeta mieszana
| Medal | Zawodnicy                                                                  | Narodowość | Czas     | Strata |
| ----- | -------------------------------------------------------------------------- | ---------- | -------- | ------ |
|       | Elīna leva Vītola Kristers Aparjods Mārtiņš Bots Roberts Plūme             | Łotwa      | 2:47.101 | -      |
|       | Natalie Geisenberger Johannes Ludwig Toni Eggert Sascha Benecken           | Niemcy     |          | +0.127 |
|       | Tatjana Iwanowa Roman Riepiłow Andriej Bogdanow Jurij Prochorow            | Rosja      |          | +0.675 |
| 4.    | Andrea Vötter Dominik Fischnaller Emanuel Rieder Simon Kainzwaldner        | Włochy     |          | +1.125 |
| 5.    | Ołena Stećkiw Anton Dukach Ihor Stachiw Andrij Lisiecki                    | Ukraina    |          | +2.260 |
| 6.    | Klaudia Domaradzka Mateusz Sochowicz Wojciech Chmielewski Jakub Kowalewski | Polska     |          | +2.893 |
| 7.    | Katarína Šimoňáková Jozef Ninis Tomáš Vaverčák Matej Zmij                  | Słowacja   |          | +3.186 |
| 8.    | Anna Čežíková Michael Lejsek Filip Vejdělek Zdeněk Pěkný                   | Czechy     |          | +5.457 |
| dsq   | Madeleine Egle Wolfgang Kindl Thomas Steu Lorenz Koller                    | Austria    | -        | dsq    |

## Klasyfikacja medalowa
| Miejsce | Państwo | złoto | srebro | brąz | Razem |
| ------- | ------- | ----- | ------ | ---- | ----- |
| 1.      | Niemcy  | 2     | 2      | 0    | 4     |
| 2.      | Łotwa   | 1     | 1      | 2    | 4     |
| 2.      | Austria | 1     | 1      | 1    | 3     |
| 4.      | Rosja   | 0     | 0      | 1    | 1     |